# Deimantas Narkevičius
Deimantas Narkevičius (Utena, 1964) is een Litouws cineast en beeldhouwer.
Deimantas Narkevičius ontving in 2008 de Vincent Award, een Europese prijs voor de kunsten die Narkevičius kreeg toegewezen vanwege zijn belangrijke bijdrage aan de hedendaagse kunst.
Een gedeelte van zijn werk is te zien op tentoonstellingen zoals in het Van Abbemuseum te Eindhoven.